# Синдром Корсакова
Синдро́м Ко́рсакова, ко́рсаковский синдро́м, ко́рсаковский амнести́ческий синдро́м, или органи́ческий амнести́ческий синдро́м,  — разновидность амнестического синдрома, возникает вследствие нехватки витамина B1 по причине нарушений питания, после травм головного мозга, при опухолях мозга, острой гипоксии, при старческих сосудистых нарушениях и старческих дегенеративных (атрофических) процессах в тканях мозга, встречается также при диффузных органических и интоксикационных поражениях главным образом лимбических и корковых структур головного мозга. Синдром Корсакова также возникает вследствие хронического алкоголизма, так называемый корсаковский синдром алкогольный, выделенный в Международной классификации болезней как отдельный диагноз. Нарушения памяти малообратимы. Лекарственная терапия неэффективна. Реабилитация при корсаковском синдроме направлена прежде всего на адаптацию больного к жизнедеятельности при ограниченных возможностях памяти.

## История
Синдром назван в честь описавшего его русского психиатра С.С. Корсакова. Характеристика синдрома опубликована в 1887 году. Корсаков впервые описал данный синдром как проявление «специфического алкогольного психоза». Однако в дальнейших исследованиях психиатров выяснилось, что сходная клиническая картина амнестического синдрома наблюдается при самых разных органических заболеваниях мозга.

## Классификация
В Международной классификации болезней девятого пересмотра (МКБ-9) произошло разделение диагнозов по этиологии на корсаковский синдром алкогольный (алкогольный полиневритический психоз) (код 291.11 в СССР, 291.1 в оригинальной версии ВОЗ) и корсаковский психоз неалкогольный (код 294.0).
В МКБ-10 синдром Корсакова, или корсаковский психоз неалкогольный, обозначается кодом F1x.6 «Корсаковский психоз или синдром, вызванный алкоголем или другим психоактивным веществом или неуточнённый» (где x — код для указания типа психоактивного вещества) и F04 «органический амнестический синдром, не вызванный алкоголем или другими психоактивными веществами».

## Клиническая картина
Основой синдрома является фиксационная амнезия, то есть невозможность запоминать текущие события при частичном сохранении памяти на прошлое. В связи с этим возникает «амнестическая дезориентировка», то есть нарушение ориентировки, вызванное амнезией: больные не знают, где они находятся, при нахождении в больнице не могут найти свою койку, не могут назвать число, месяц, год. Главным образом это дезориентировка во времени. Кроме того, имеется нарушение ориентировки в пространстве и окружающей действительности. Помимо перечисленного, могут наблюдаться парамнезии, в основном в виде конфабуляций (когда больной сообщает о вымышленных событиях, никогда не имевших места в его жизни) или псевдореминисценций (обманы памяти в виде смещения во времени событий), но могут наблюдаться и криптомнезии. Могут быть проблемы с концентрацией внимания. Кроме того, наблюдается ретроградная амнезия и антероградная амнезия.
В отличие от синдромов помрачения сознания, при корсаковском синдроме процесс получения информации об окружающем мире не затруднён и имеется относительная сохранность прошлого опыта и интеллекта. Всё это позволяет больному составлять общее правильное представление о ситуации. У себя дома или в своём дворе больной корсаковским синдромом не чувствует себя дезориентированным. Тем не менее, оказавшись в больнице, больной не может найти туалет или свою койку.
В эмоциональном плане у больных могут преобладать эйфория и благодушие или, наоборот, безразличие и вялость.

## В культуре
- Данное заболевание выявляется у одной из пациенток в 10 серии 1 сезона сериала «Доктор Хаус».
- Большое внимание синдрому уделено в книге Оливера Сакса «Человек, который принял жену за шляпу».
- В книге Уильяма Гибсона «Мона Лиза Овердрайв» индуцированный синдром Корсакова искусственно вызывается у заключенных в тюрьмах.
- В фильме Кристофера Нолана «Помни» 2000 года герой с корсаковским синдромом пытается вести расследование.
- В фильме Хоакина Масона «Битва шефов» 2022 года отец главного героя страдает синдромом Корсакова.
- Главный герой фильма 2009 года Петя по дороге в Царствие Небесное также страдает этим синдромом.